# Samuel Adrian
Samuel Adrian, né le 2 mars 1998 à Blentarp, est un footballeur suédois. Il évolue au poste de milieu défensif avec le club du Gefle IF.

## Biographie
Avec l'équipe de Suède des moins de 19 ans, il participe au championnat d'Europe des moins de 19 ans en 2017. Lors de cette compétition, il joue trois matchs : contre la Tchéquie, la Géorgie, et le Portugal.
Le 13 avril 2017, Adrian signe son premier contrat professionnel d'une durée d'un an avec le club du Malmö FF. Adrian fait ses débuts en compétition officielle pour le club lors d'un match d'Allsvenskan contre le Jönköpings Södra IF, en remplaçant Kingsley Sarfo. Il ne joue que trois matchs de championnat lors de sa première saison.

## Palmarès
Malmö FF
- Champion de Suède en 2017 et 2020